# Fjorde på Færøerne
Liste over fjorde på Færøerne. Listen omfatter større bugte, vige og fjorde i egentlig forstand, men ikke sunde (som på færøsk ofte kaldes fjorde).
| Navn               | Ø        | Længde i km |
| ------------------ | -------- | ----------- |
| Árnafjørður        | Borðoy   | 7,2         |
| Borðoyarvík        | Borðoy   | 6,5         |
| Fuglafjørður       | Eysturoy | 1,5         |
| Funningsfjørður    | Eysturoy | 9,7         |
| Gøtuvík            | Eysturoy | 11,0        |
| Hovsfjørður        | Suðuroy  |             |
| Hvalbiarfjørður    | Suðuroy  |             |
| Kaldbaksfjørður    | Streymoy |             |
| Kollafjørður       | Streymoy | 4,2         |
| Lambavík           | Eysturoy | 6,1         |
| Lopransfjørður     | Suðuroy  |             |
| Oyndarfjørður      | Eysturoy | 3,0         |
| Sandvík            | Suðuroy  |             |
| Skálafjørður       | Eysturoy | 14,0        |
| Svínoyarvík        | Svínoy   | 1,8         |
| Sørvágsfjørður     | Vágar    | 3,5         |
| Trongisvágsfjørður | Suðuroy  |             |
| Vágsfjørður        | Suðuroy  |             |
| Viðvík             | Viðoy    | 2,0         |
| Víkarfjørður       | Suðuroy  |             |